# 281 هـ
281 هـ هي سنة في التقويم الهجري امتدت مقابلةً في التقويم الميلادي بين سنتي 894 و895.

## وفيات
- أبو زرعة الدمشقي
- ابن أبي الدنيا

- دوست العابد - عالم ومحدث وعابد بغدادي.